# امپراتورین
امپراتورین (به انگلیسی: Imperatorin) با فرمول شیمیایی C۱۶H۱۴O۴ یک ترکیب شیمیایی با شناسه پاب‌کم ۱۰۲۱۲ است. که جرم مولی آن ۲۷۰٫۲۸ g/mol می‌باشد. 